# Natação com nadadeiras

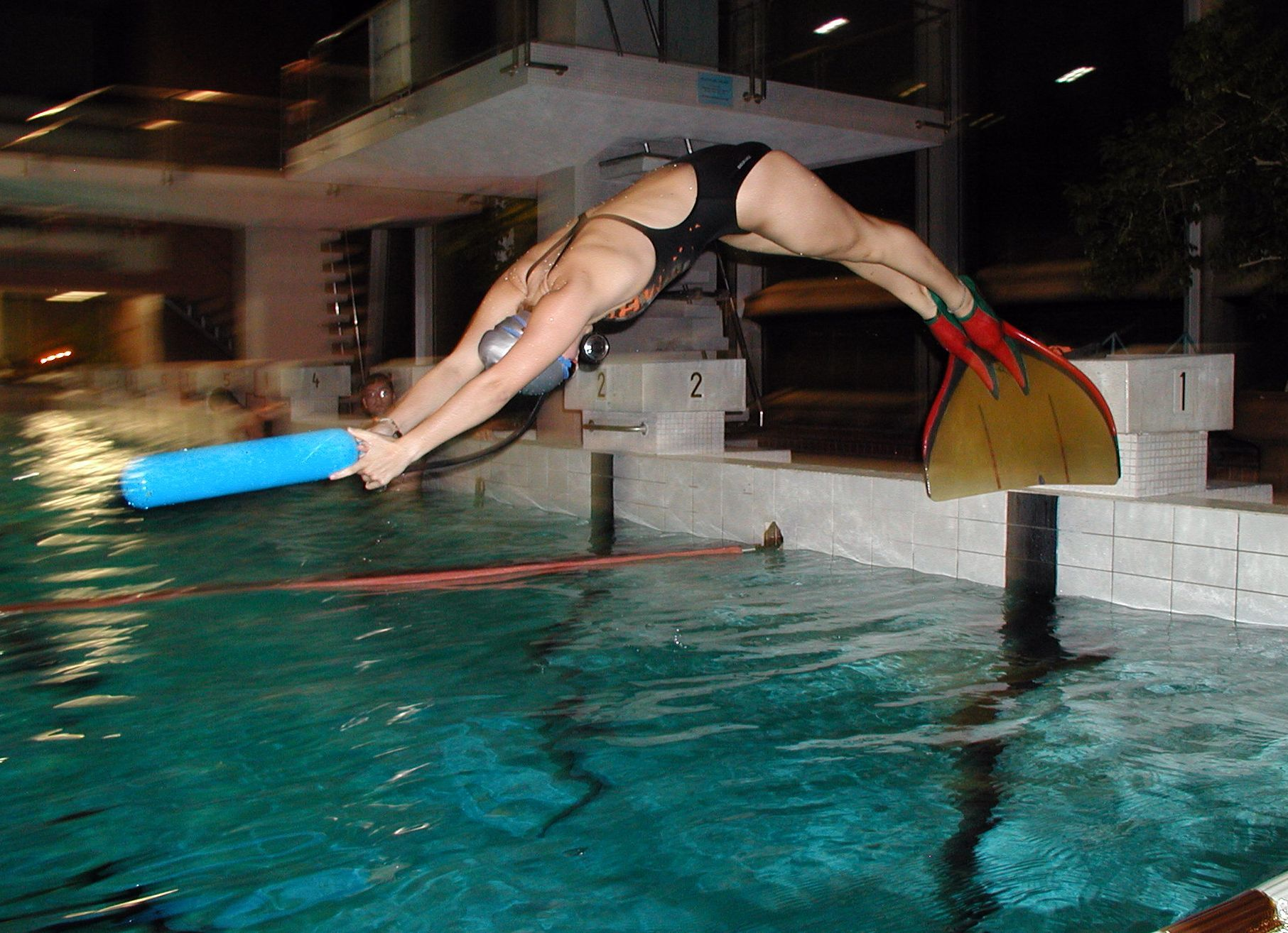
Atleta em largada. Em suas mãos, um aparato opcional que impede o uso das mesmas

A natação com nadadeiras (em inglês: finswimming) é um esporte nascido na década de 1950, que consiste em um nado subaquático, e por vezes na superfície, sem o uso dos braços e com o auxílio de uma nadadeira comum (uma para cada pé) ou de uma mononadadeira (visualmente duas unidas) e um snorkel. Sua estruturação e seus campeonatos mundiais são federados pela Confederação Mundial de Atividades Subaquáticas (CMAS).
Este esporte possui, além da divisão masculina e feminina, a imersão, a de superfície e a bi-nadadeira, todas com suas respectivas distâncias e divididas ainda em velocidade e fundo. Os russos e os italianos são os maiores recordistas destas provas. Entre as mulheres, destacam-se as chinesas. Stefano Figini detém o maior número de recordes de superfície (4), feito ainda não igualado. A maior competição deste desporto é o Campeonato Mundial.